# Полиэкранное кино
Полиэкранное кино — разновидность кинематографических систем, предусматривающая показ фильма одновременно на нескольких экранах или на нескольких участках одного большого экрана разными проекторами. В отличие от поликадрового кино, в котором кадр общей фильмокопии или видеозаписи разделён на несколько участков, полиэкран предусматривает демонстрацию с нескольких фильмокопий или видеопроекторов. К полиэкранному кино также относится большинство панорамных киносистем, в том числе американская «Синерама» и советская «Кинопанорама».
Впервые полиэкранная технология Polyvision была использована французским кинематографистом Абелем Гансом при создании немого фильма «Наполеон» в 1927 году. Картина снималась на три киноплёнки, каждая из которых проецировалась на один из трёх экранов, установленных в кинозале под углом друг к другу по принципу трельяжа. При этом каждая из киноплёнок могла содержать как отдельное изображение, так и часть общего, составляющего при показе панораму. Полиэкранный показ может подразумевать демонстрацию на большом общем экране разных слайд-шоу из неподвижных изображений, объединённых общим смыслом. Такая технология применяется в выставочных пространствах при организации музейных или рекламных экспозиций. Стенды и фильмы из слайдов, проецируемых разными диапроекторами единовременно на общий экран, позволяют сжать необходимую информацию и сократить время её восприятия. 
В конце 1970-х годов для проведения презентаций новой продукции устраивались полиэкранные слайд-шоу с музыкальным сопровождением, для чего выпускались профессиональные диапроекторы с большой мощностью осветительной системы и высоким уровнем автоматизации. Для организации таких слайд-шоу создавались специальные системы, предназначенные для автоматического управления показом. Так, английская компания Electrosonic Ltd. выпускала систему Multivision ES 3003, способную поддерживать более 50 «карусельных» проекторов Kodak Carousel S-A V2020. С помощью системы устраивались масштабные полиэкранные шоу, например представление Holland Happening в Амстердаме, где 42 диапроектора проецировали слайды на экран размером 15×2,5 метра или шоу Singapore Experience в Сингапуре с 56 проекторами.